# Stokmarknes flygplats, Skagen
Stokmarknes flygplats, Skagen (norska: Stokmarknes lufthavn, Skagen) är en regional flygplats på ön Langøya i Norge. Stokmarknes är den huvudsakliga orten som flygplatsen betjänar och den är belägen på den närliggande ön Hadseløya. Orten och flygplatsen binds samman genom Europaväg 10 som över två broar via ön Børøya korsar Børøysundet.    

## Marktransport
Det finns en flygbusslinje till Sortland. Till övriga orter är enda möjligheten genom taxi som finns tillgängligt vid flygplatsen. Man kan även hyra bil genom något av de tre bolagen: Avis, Hertz och Europcar.   

## Destinationer
Uppgifter från november 2009.

### Inrikes
| Flygbolag | Destinationer         |
| --------- | --------------------- |
| Widerøe   | Andenes, Bodø, Tromsø |